# Nyrstar Port Pirie Tennis International 2012
Il Nyrstar Port Pirie Tennis International 2012 (Australia F8 Futures 2012) è stato un torneo di tennis facente della categoria ITF Women's Circuit nell'ambito dell'ITF Women's Circuit 2012 e dell'ITF Men's Circuit nell'ambito dell'ITF Men's Circuit 2012. Sia il torneo maschile che quello femminile si sono giocati a Port Pirie in Australia dal 17 al 23 settembre 2012 su campi in cemento.

## Campioni

### Singolare maschile
Matt Reid ha battuto in finale  Adam Feeney con il punteggio di 6–3, 3–6, 6–3

### Doppio maschile
Jay Andrijic /  Adam Feeney hanno battuto in finale  Alex Bolt /  Jack Schipanski con il punteggio di 6–2, 6–2

### Singolare femminile
Sacha Jones ha battuto in finale  Olivia Rogowska con il punteggio di 6–2, 7–5

### Doppio femminile
Sacha Jones /  Sally Peers hanno battuto in finale  Stephanie Bengson /  Chanel Simmonds con il punteggio di 6–4, 6–2